# Maupin-Lanteri

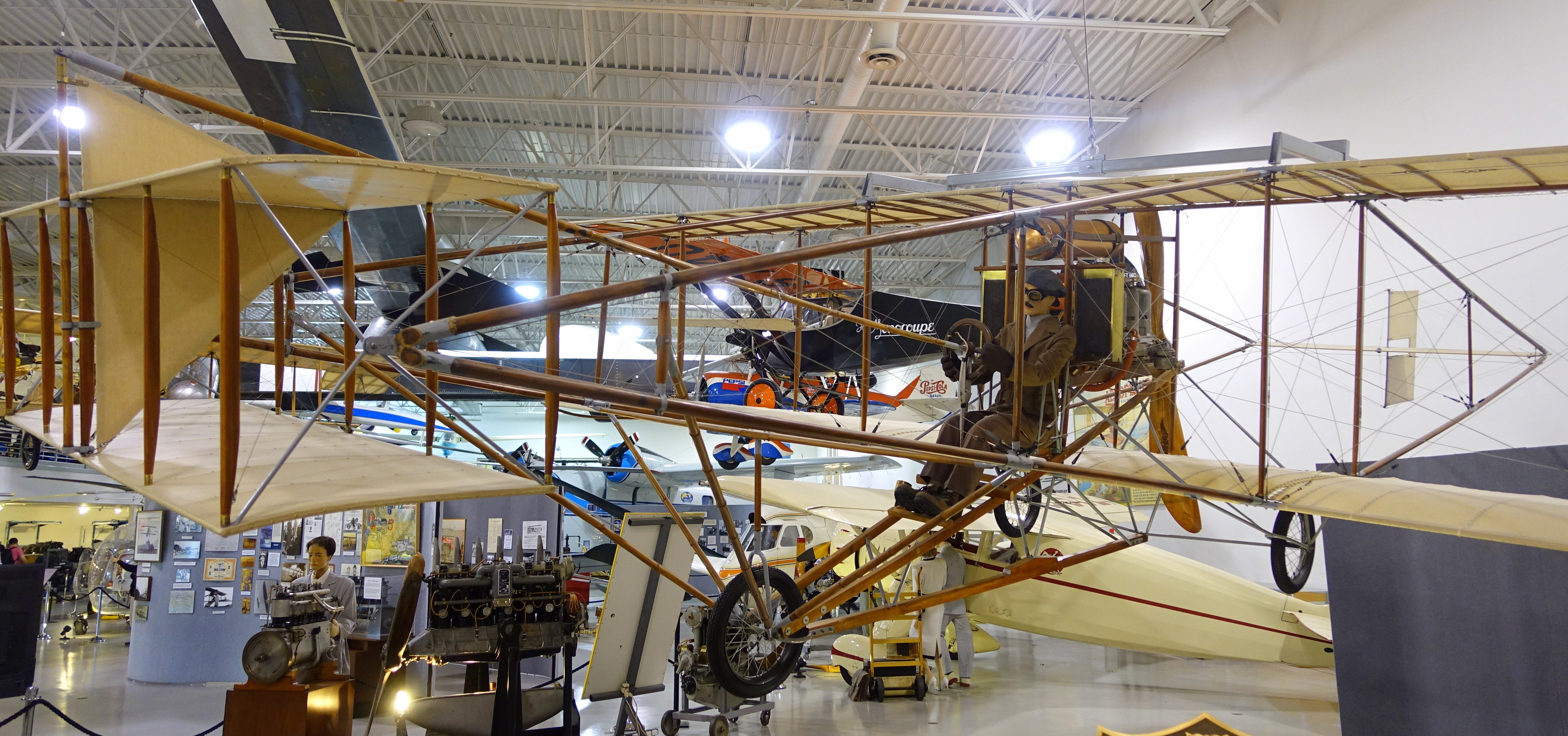
Le Maupin-Lanteri au Musée d'aviation Hiller en 2015.

Le Maupin-Lanteri « diamant noir » occupe une place significative dans l'histoire des pionniers de l'aviation aux États-Unis.
Construit et piloté par L.B. Maupin en 1910 (ou en 1911), il a battu en 1912 le record d'endurance et d'altitude en atteignant 5 600 pieds.
L'appareil appartient désormais au National Air and Space Museum. Restauré en 1997-1999, il est présenté au Musée d'aviation Hiller de San Carlos (Californie).